# Malaquite Beach
Malaquite Beach est une plage américaine du comté de Kleberg, au Texas. Baignée par le golfe du Mexique, elle est située au nord de South Beach le long de la côte est de l'île Padre, au sein du Padre Island National Seashore. Elle est accessible par une promenade en planches depuis l'office de tourisme de cette aire protégée. Chaque année le National Park Service y organise des lâchers de jeunes tortues de Kemp.